# L'Âge des ténèbres
L'Âge des ténèbres is een Canadese dramafilm uit 2007 onder regie van Denys Arcand. De film is het derde luik uit een losse trilogie waartoe ook Le Déclin de l'empire américain (1986) en Les Invasions barbares (2003) behoren.

## Verhaal
De ambtenaar Jean-Marc Leblanc vlucht voortdurend weg in zijn droomwereld. Hij is onder meer een koene ridder, een gevierd acteur en een auteur met succes bij de vrouwen. In werkelijkheid is hij echter een waardeloze echtgenoot en een slechte vader.

## Rolverdeling
- Marc Labrèche: Jean-Marc Leblanc
- Diane Kruger: Véronica Star
- Sylvie Léonard: Sylvie Cormier-Leblanc
- Emma de Caunes: Karine Tendance
- Didier Lucien: William Chérubin
- Rufus Wainwright: Prins
- Caroline Néron: Carole Bigras-Bourque